# Carneoryctes griseopilosus
Carneoryctes griseopilosus är en skalbaggsart som beskrevs av Lea 1917. Carneoryctes griseopilosus ingår i släktet Carneoryctes och familjen Dynastidae. Inga underarter finns listade.